# 리나 케티

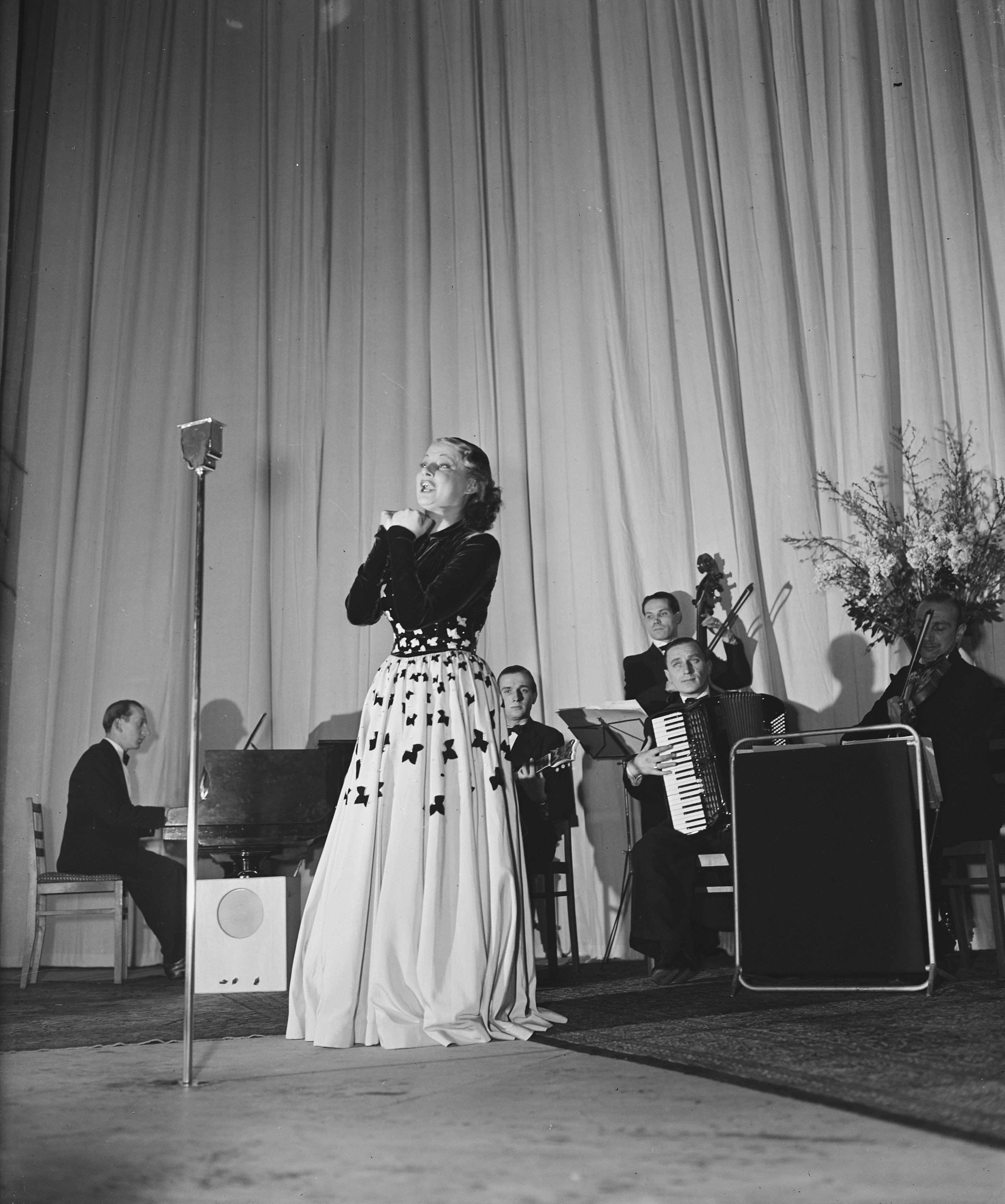
1946년

리나 케티(1911년 3월 1일 ~ 1996년 12월 23일)는 이탈리아 토리노 태생의 여성가수이다. 젊어서 파리에 가서 타이피스트로서 일을 하였다. 노래를 부르다가 레코드 회사에 스카우트돼 부른 몇몇 곡이 히트하였다. 1936년, <내 마음뿐>으로 디스크 대상을 획득하였다. 레퍼토리 가운데서는 <기다립시다>가 유명하다.

## 생애
리나 케티(Rina Ketty)는 1911년 3월 1일 이탈리아의 북부의 작은 마을 사르차나(Sarzana)에서 태어났다. 본명은 체사리나 피케토(Cesarina Picchetto)이다.
1930년대에 프랑스에 온 후로 가수로 활동하였다. 이탈리아에서 유명세를 탄 곡을 프랑스어로 옮긴 몇몇 곡이 큰 인기를 끌었다. 대표적으로 1938년에 발매된 <기다릴게요 (J'attendrai)>는 이탈리아 곡인 <Tornerai>의 번안곡으로, 후에 세계 2차 대전 시기를 대표하는 곡이 된다.
1940년 2차 대전 당시 독일의 프랑스 침공이 일어나자 이탈리아 태생이었던 그녀는 프랑스에 모습을 드러내기를 꺼렸기에 스위스에서 공연을 하였다.
전쟁이 끝나고 다시 복귀하였다.
1996년 12월 23일 프랑스 칸(Cannes)의 한 병원에서 세상을 떠났으며 근처의 묘지에 묻혔다.

## 디스코그래피
- 1938 – Sombreros et mantilles
- 1938 – J'attendrai
- 1948 – Sérénade Argentine
- 1950 – La Roulotte des gitans